# 163 (getal)
163 (honderddrieënzestig) is het natuurlijke getal volgend op 162 en voorafgaand aan 164.

## In de wiskunde
163 is:
- een priemgetal, wat betekent dat het alleen deelbaar is door 1 en zichzelf.

## Overig
- Het jaar 163 in de christelijke jaartelling.